# Župa
Župa je stara geopolitična enota, ki je po navadi zajemala območje ene ali več vasi. Vodja župe je bil župan. Danes je ta oblika zastarela, saj je bila nadomeščena s krajevno skupnostjo oz. z občino. 